# Bělské vodopády
Bělské vodopády (Malý Bělský vodopád a čtyřmetrový Velký Bělský vodopád) se nacházejí v těsné blízkosti od sebe (cca 110 metrů vzdušnou čarou v severo–jižním směru) na občasném (sezónnímu) pravostranném přítoku Bělé, který je regulérním pravostranným přítokem řeky Kamenice v katastru malé obce Kytlice v okrese Děčín v Ústeckém kraji. Oba vodopády jsou nejlépe zřetelné při jarním tání, kdy je v přírodě dostatek vody, či za mrazivého počasí v zimním období, kdy se v obou lokalitách tvoří nepřehlédnutelné ledopády.

## Dostupnost
- Nejvhodnějším východištěm pro pěší cestu k Bělským vodopádům je malá vesnice Hillův Mlýn (část obce Kytlice). V místě, kde se potok (nebo říčka) s názvem „Bělá“ vlévá do řeky Kamenice odbočuje severo–západním směrem ze silnice (spojující Dolní Falknov s Mlýny) lesní cesta (silnice) s „topografickým“ názvem „Na trase“.[p 5] Po zhruba 690 metrech pěší chůze (přibližně severním směrem) odbočuje z cesty „Na trase“ doleva pěšina, která vede (po cca 115 metrech) nejprve k Velkému Bělskému vodopádu a odtud pak pokračuje turisticky upravená trasa i k severněji položenému Malému Bělskému vodopádu.

- Jinou možností, jak se dostat pěšky do oblasti Bělských vodopádů, je zahájit pěší cestu ze stejného výchozího místa, tj. z křižovatky asfaltové silnice (spojující Dolní Falknov s Mlýny) a lesní silnice „Na trase“[p 5] a po necelých 200 metrech odbočit z cesty „Na trase“ vlevo na mostek (zbudovaný tam Lesy České republiky), a za ním pak pokračovat pěšinou vzhůru do lesa.[1] Záhy se pěšák dostane na turisticky upravenou stezku (kolem sezónního přítoku Bělé), na níž jsou Bělské vodopády.[1][p 6]